# Kim Marie Johansson
Magdala Johansson o Kim Marie Johansson,  es una mujer noruega. En 2014 fue condenada a 14 años de prisión por asesinar y descuartizar a su novia sueca, Vatchareeya Bangsuan. El caso, conocido como la masacre de Boden, es considerado el más grave de la historia criminal de Norrbotten.

## Desaparición de Vatchareeya Bangsuan
En el 2013, Vatchareeya Bangsuan, de 20 años, desapareció en Suecia el martes 7 de mayo. Dos semanas más tarde aparecieron partes del cuerpo esparcidas por el bosque. Vatchareeya Bangsuan, de Boden, estaba estudiando para ser ingeniera civil, estaba a punto de obtener una licencia de conducir y de obtener un nuevo cinturón de kárate el día siguiente de su desaparición. Kristoffer Johansson, su novio, participó de su búsqueda y fingió estar muy preocupado.  Luego se encontraron rastros de sangre en el baño de la casa de Johansson y en la puerta trasera de su automóvil. Cuando fue sentenciado por el tribunal de distrito a catorce años de prisión por asesinato, se supo que también había matado y desmembrado a su perro. La Justicia demostró que  Kristoffer Johansson había apuñalado a su novia en Suecia, en el corazón y los pulmones con un objeto parecido a un cuchillo. Luego debe haber cortado el cuerpo  la desmembró y escondió partes de su cuerpo en varios lugares diferentes. El 20 de mayo, la organización Missing People encontró partes del cuerpo en una casa desolada en Mjösjöberget. Partes del cuerpo fueron encontradas en una casa abandonada en Mjösjöberget y en las áreas circundantes, otros en los bosques de Gammelängsberget, pero sus manos nunca se encontraron. También se supo que Johansson había matado y cortado a su propio perro.
El pueblo estaba conmocionado y se realizaron numerosas manifestaciones populares para exigir la aparición de la joven. El caso es considerado el más grave de la historia criminal de Norrbotten y tuvo una enorme repercusión mediática en Suecia y Noruega.   El 23 de mayo de 2013 fue detenido. A sus 22 años fue condenado a 14 años de prisión, aunque luego la condena fue reducida a 10.  El 22 de enero de 2014 fue condenado a prisión por homicidio, pero el 16 de abril de 2014 la Corte de Apelaciones modificó la sentencia a diez años por homicidio.

## Reasignación de género
En 2018, Johansson, de 27 años, se autopercibió como mujer y cambió su nombre por el de Kim Marie Johansson o Magdala Johansson. Según la ley sueca, nadie podía cuestionarlo. Más tarde solicitó el traslado a una prisión femenina. Estuvo preso en Norrtäljeanstalten, después de que el Tribunal de Apelación redujera la pena a diez años de prisión  a pesar de que la dirección de la prisión lo considerara extremadamente violento.  Johansson fue considerada culpable de repetidas negligencias y tuvo 34 advertencias formales por negarse a trabajar, por la posesión no autorizada de tabletas, el interés por las armas, la guerra y los explosivos, el funcionamiento de su personalidad con falta de recursos emocionales, patrón de pensamiento inflexible, vulnerabilidad al estrés y dificultad en la interacción social. Se dedicaba a escribir historias pornográficas.
Solicitó cumplir el resto de la condena en la prisión de mujeres de Hinseberg, que le fue concedida después de que el Servicio Sueco de Prisiones y Libertad Condicional la rechazara por primera vez.
El Servicio Sueco de Prisiones y Libertad Condicional aprobó su solicitud para ingresar en una prisión de mujeres y lo trasladó. En ese momento fue denunciada policía por amenazar con matar a una guardia de la prisión.
Luego se abrió un perfil de Instagram, como Magdala Johansson, desde el cual empezó a subir fotos de «sus obras de arte» (un dibujo de unas manos femeninas descuartizadas) y del rifle con el que piensa «matar a la TERF» ("Kill the TERF" es un lema del transactivismo), en referencia a la periodista Kasja Ekman, quien había redactado un artículo en el periódico sueco Aftonbladet, en el que cuestionaba su identidad sexual sea autodesignada y el hecho de que fuera trasladada a una cárcel de mujeres. La periodista Kasja Ekman, amenazada también por decir que la ley trans era peligrosa para las mujeres, teme que la asesine en uno de sus permisos.
Johansson aseguró que en realidad ha sido una niña desde que tenía cinco años, pero que le tomó varios años darse cuenta de por qué era como era y se sentí como se sentía. Aseguró  que se sentiría mejor en una prisión de mujeres ya que no se siente cómodo entre varones y estaba asustado. Por ende, pasó de una institución de máxima seguridad de Clase 1 a una de menor seguridad de Clase 2 con mujeres.
En 2020,  Johansson fue procesada por amenazar a Cissi Wallin.

## En el cine
Sobre su caso se realizó el documental "En la cabeza de un asesino - Kim Marie Johansson"  del canal TV3 Dokumentär.